# Alta Andalucía

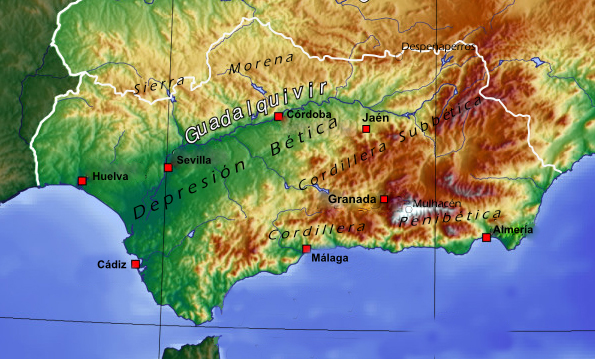
Mapa físico de Andalucía, donde pueden apreciarse la Alta y la Baja Andalucía, así como Sierra Morena.

Se conoce como Alta Andalucía o Andalucía la Alta, a la unidad fisiográfica que comprende el territorio montañoso de la comunidad autónoma de Andalucía, en España. Este término se usa en contraposición a la locución Baja Andalucía o Andalucía la Baja, referida a las tierras bajas del valle del Guadalquivir. Ambas denominaciones individualizan las dos Andalucías.
Se trata de una denominación no oficial usada al menos desde principios del siglo XVII, pero que nunca ha tenido efectos jurisdiccionales. Sin embargo es frecuente su uso en registros artísticos, cultos y humanísticos, aunque prevalece la distinción entre Andalucía Oriental y Occidental a efectos administrativos y coloquiales. El adjetivo que define lo perteneciente o relativo a la Alta Andalucía es alto andaluz o altoandaluz que, sin embargo, no figura recogido en el DRAE.
La Alta Andalucía está compuesta por los territorios de la Cordillera Subbética, del Surco Intrabético, la Cordillera Penibética y parte de los Sistemas Prebéticos. Sierra Morena, a pesar de su mayor altitud respecto a la Depresión Bética, no suele incluirse en la Alta Andalucía, porque suele considerarse un territorio diferenciado con entidad propia. Algunas de las comarcas que pertenecen a la Alta Andalucía son las Alpujarras, el Valle de Lecrín, la Comarca de Alhama, la Vega de Granada, Sierra Mágina, la Sierra Sur de Jaén, La Subbética, la Sierra de Cádiz, la Sierra de Segura y la Serranía de Ronda.
Con frecuencia se identifica grosso modo la Alta Andalucía con los antiguos territorios del Reino de Granada y del Reino de Jaén, aunque no sea del todo exacto porque esto excluiría algunas comarcas de las cordilleras Subbética y Penibética, pero sí en cierto modo bastante representativo del territorio que abarca la Alta Andalucía.